# Gert Kivistik
Gert Kivistik, né le 3 décembre 1995, est un coureur cycliste estonien.

## Biographie
En 2013, Gert Kivistik est sélectionné en équipe nationale pour participer à Paris-Roubaix juniors (moins de 19 ans). L'année suivante, il entre en catégorie espoirs (moins de 23 ans). Il court ensuite sur le circuit amateur français pendant deux ans au sein de l'UV Limoges, avant de faire son retour en Estonie. 
À partir de 2020, il intègre le Team Crédit Mutuel-Garage Premier-Fewoss, club domien basé au Robert. Lors de la saison 2021, il se distingue en obtenant plusieurs victoires sur le territoire martiniquais. Il représente également son pays lors des championnats d'Europe élites à Trente, où il abandonne. En dehors du cyclisme sur route, il parvient à devenir champion d'Estonie de cyclo-cross. 
Après une nouvelle saison réussie en Martinique, il rejoint l'équipe continentale tchèque ATT Investments en 2023.

## Palmarès sur route

### Par année
- 2020
  - 2e étape du Mémorial Romule Béret
  - Tallinna Rahvasõit
  - 3e du championnat d'Estonie sur route
- 2021
  - Grand Prix de la Ville de Sainte-Luce
  - Grand Prix du Lamentin :
    - Classement général
    - 2e étape (contre-la-montre)

  - 1re épreuve du Mémorial Charles-Labejof et Serge-Denise
  - 2e étape du Mémorial Fred Culé
  - Elva Rattapäev
- 2022
  - Grand Prix Mack2 Mercy :
    - Classement général
    - 1re étape (contre-a-montre)

  - La Franciscaine :
    - Classement général
    - 2e étape (contre-a-montre)

  - Critérium des Quartiers du Lamentin :
    - Classement général
    - 2e étape

  - 2eb (contre-la-montre) et 5e étapes du Tour de Martinique
  - 2e du Tour de Martinique
- 2025
  - Trophée de la Caraïbe :
    - Classement général
    - 4eb étape (contre-la-montre)

  - 8ea étape du Tour de Martinique
  - Suure-Munamäe Rattaralli

### Classements mondiaux
| Année                                 | 2017  | 2018  | 2019  | 2020 | 2021  | 2022 | 2023 |
| ------------------------------------- | ----- | ----- | ----- | ---- | ----- | ---- | ---- |
| Classement mondial                    | 2412e | 2647e | 2654e | 585e | 1033e | 950e | 994e |
| UCI Europe Tour                       | 1597e | 1759e | 1665e | 475e | 768e  | 694e | nc   |
|                                       |       |       |       |      |       |      |      |
| Légende : nc = non classéSource : UCI |       |       |       |      |       |      |      |

## Palmarès en cyclo-cross
| - 2015-2016 - 2e du championnat d'Estonie de cyclo-cross espoirs - 2020-2021 - 2e du championnat d'Estonie de cyclo-cross | - 2021-2022 - Champion d'Estonie de cyclo-cross - 2023-2024 - 3e du championnat d'Estonie de cyclo-cross |  |